# Barthe
 Barthe  (en occitano, Barta) es una comuna y población de Francia, en la región de Mediodía-Pirineos, departamento de Altos Pirineos, en el distrito de Tarbes y cantón de Castelnau-Magnoac.
Está integrada en la Communauté de communes du Magnoac.

## Demografía
| 58 | 58 | 68 | 72 | 58 | 56 | 73 | 84 | 94 | 75 | 62 | 70 | 69 | 64 | 57 | 51 | 52 | 46 | 60 | 53 | 53 | 64 | 64 | 40 | 31 | 27 | 29 | 28 | 25 | 28 | 23 | 22 | 18 | 19 |
| Para los censos de 1962 a 1999 la población legal corresponde a la población sin duplicidades (Fuente: INSEE [Consultar]) |    |    |    |    |    |    |    |    |    |    |    |    |    |    |    |    |    |    |    |    |    |    |    |    |    |    |    |    |    |    |    |    |    |